# Seyðishólar
Bei den Seyðishólar handelt es sich um eine Kratergruppe, die nördlich des Kerið im Bezirk Grímsnes in Südisland liegt.

## Jüngstes Vulkansystem von Island
Die Schlackenkegel sind 5000–6000 Jahre alt. Der höchste Krater ist der Zwillingskrater Seyðishóll (214 m). Sein Gestein ist sehr eisenhaltig, was man u. a. in der Kiesgrube erkennt, die der Gewinnung von Baumaterial dient. Auf dem südlichen Zwillingsberg befindet sich ein Mobiltelefonie- und Fernsehsender.
Die Krater liegen über einer kleinen eigenen Magmakammer. Es handelt sich hier um das Grímsnes-Vulkansystem, das jüngste aktive Vulkansystem Islands, zu dem u. a. auch der Krater Kerið gehört ebenso wie die heißen Quellen am Fuße des Búrfell í Grímsnesi. Es hat noch keinen eigenen Zentralvulkan.
Das größte Lavafeld der Gegend, das sog. Grímsneshraun, wurde von ihnen produziert.

## Sommerhäuser
In der Nähe der Krater befinden sich große Sommerhauskolonien.